# Мударисов, Рушат Салихович
Рушат Салихович Мударисов (тат. Рушат Салих улы Мөдәрисов; 24 февраля 1974, Сабаево) — драматический актёр, актёр уфимского государственного татарского театра «Нур» (с 1993), народный артист республики Башкортостан (2019).

## Биография
Родился 24 февраля 1974 года в селе Сабаево Буздякского района БАССР. Отец Рушата — Салих, любил петь, а мать играла на гармошке. Рушат с детства, как и отец, занимался пением, был одним из активных участников школьного самодеятельного театрального кружка. Участвовал в культурных мероприятиях, концертах, различных смотрах и конкурсах, проводимых в районе и селе. В год окончания школы поступил на специальный курс для вновь открывшегося театра «Нур». Окончил первую специальную группу на актёрском отделении театрального факультета Уфимского государственного института искусств, первый татарскоязычный курс. Со второго курса (1993 год) начал участвовать в коллективных постановках. В том же году был принят в штат театра и с тех пор работает в нём. Впервые вышел на сцену в коллективном образе в драме Фатиха Сайфи-Казанлы «Жизнь без злобы».

## Творчество
За время работы в театре Рушат создал относительно большую галерею сценических образов. Сегодня он является одним из ведущих артистов театра. Внёс большой вклад в развитие и становление молодого коллектива. Работал с режиссёром Ахтямом Абушахмановым и другими.

## Сыгранные роли
- Самсон — «Ромео и Джульетта», Уильям Шекспир.
- Жамалетдин — «Банкрот», Галиаскар Камал.
- Исмагил — «Галиябану», Мирхайдар Файзи.
- Бакый — «Белый калфак», Мирхайдар Файзи.
- Рашит — «Нежный жених», Карим Тинчурин.
- Юноша — «Зулейха», Гаяз Исхаки.
- Официант — «Осень», Гаяз Исхаки.
- Врач — «Три аршина», Туфан Миннуллин.
- Рахматулла Хурматуллович — «Жених на шесть дочерей», Туфан Миннуллин.
- Набиулла — «Близнецы», Ангам Атнабаев.
- Салах — «Водный путь», Нажиб Асанбаев.
- Ислам — «Белое платье моей мамы», Шариф Хусаинов.
- Гулай — «Хиджра», Наки Исанбет.
- Шайхулла — «Серебряный колокол в сердцах», Данил Салихов.
- Агроном Гата — «Предсказатель», Зульфат Хаким.
- Гафур — «Потерянная надежда», Хамит Иргалин.
- Нури — «Седьмой жених», Хабир Ибрагим.

## Награды и почётные звания
- Заслуженный артист республики Башкортостан (2008)
- Народный артист республики Башкортостан (2019)